# Basketballtermer
Da basketball er en amerikansk opfindelse, og også er mest udbredt i USA, kan det ofte være svært at forstå mange af de udtryk som bliver brugt i basketball.
Herunder er en liste over basketballtermer:
| Air Ball                      | Skud der hverken rammer ringen eller pladen                                                                   |
| Alley oop                     | En afslutning hvor angriberen modtager bolden i luften og dunker eller lavet et lay-up uden at lande først    |
| And 1                         | Når en spiller scorer efter at være blevet fejlet, og hvorfor han derefter bliver tildelt et bonus-staffekast |
| Assist                        | Den pointgivende aflevering                                                                                   |
| Backdoor                      | Når en spiller snyder sin modstander og får et helt frit cut til kurven                                       |
| Baseline                      | Baglinien |
| Center                        | Spillerposition                                                                                               |
| Cut                           | En angribers hurtige ryk mod kurven uden bold                                                                 |
| Double-double                 | Når en spiller har opnået 10 eller mere af 2 forskellige statistiske kategorier                               |
| Dunk                          | Når angriber afslutter ved at skubbe bolden ned i ringen.                                                     |
| Fast Break                    | Når forsvarene omstiller sig hurtigt til angreb og skaber en overtalssituation                                |
| Goaltending                   | Når en spiller skubber bolden væk efter et skudforsøg efter den er på vej nedad                               |
| Give and go                   | Aflevering til medspiller efterfulgt af en cut mod kurven                                                     |
| Pick and roll                 | Screening sat på boldholderen efterfulgt af et roll/rul mod kurven                                            |
| Point guard                   | Spillerposition                                                                                               |
| Power forward                 | Spillerposition                                                                                               |
| Quadruple-double              | Når en spiller har opnået 10 eller mere af 4 forskellige statistiske kategorier                               |
| Rebound                       | Når man henter bolden efter et skudforsøg                                                                     |
| Rookie                        | En spiller der er i gang med sin første sæson som professionel                                                |
| Shooting guard                | Spillerposition                                                                                               |
| Small forward                 | Spillerposition                                                                                               |
| Steal                         | Når man som forsvarer "stjæler" bolden fra sin modstander                                                     |
| Strong side                   | Siden med bolden                                                                                              |
| Teknisk eller usportslig fejl | Er en fejl som man for for enten at bringe spillet i miskredit eller begå en ekstra hård fejl                 |
| Tre-sekunders-feltet          | Feltet under kurven hvor angriberen kun må opholde sig i tre sekunder                                         |
| Trible-double                 | Når en spiller har opnået 10 eller mere af 3 forskellige statistiske kategorier                               |
| Turnover                      | Når man smider bolden væk                                                                                     |
| Weak-side                     | Siden væk fra bolden                                                                                          |
| V-cut                         | Et langsomt træk ind mod kurven efterfulgt af en eksplosion ud igen i en skarp vinkel                         |
| Double Double                 | Når en spiller har opnået 10 eller mere af 2 forskellige statistiske kategorier'                              |
| Sophomore                     | En spiller der er i gang med sin anden sæson i NBA                                                            |